# اولین سالبرخ
اولین سالبرخ (هلندی: Eveline Saalberg؛ زادهٔ ۳۰ ژوئیهٔ ۱۹۹۸) دونده سرعت زن اهل هلند است.
وی در مسابقات کشوری و بین‌المللی در مجموع برندهٔ ۱ مدال نقره شده است.